# Eurema sari
Eurema sari is een vlindersoort uit de familie van de Pieridae (witjes), onderfamilie Coliadinae.
Eurema sari werd in 1829 beschreven door Horsfield.